# 他阿託何
他阿 託何（たあ たくが、弘安8年（1285年） - 文和3年/正平9年8月20日（1354年9月7日））は時宗の第七代遊行上人。もとの阿号は宿阿。「託何」は法名であるが、「何」と「阿」の字が似ている事から「託阿」と誤記されることが多い（阿号は「宿阿」および上人の名乗る「他阿」）。また宗門の慣例読みは「たくか」「たっか」ではなく「たくが」である。20日に死去したため「二十日上人」の異称がある。
上総国矢野氏を出自とする。無量光寺で他阿智得の門弟となる。京都金光寺に入り、建武5年（1338年）他阿一鎮のあとを承けて第七代遊行上人となる。墓は東山長楽寺境内にある。著書『器朴論』は宗門最高峰・最難関の教理書とされる。
ゆかりの寺院として、広島県尾道市に「入江の道場」との通称を持つ西郷寺（元は西江寺と称し、開山は一鎮上人）があり、同寺二世住持となっている。現在の本堂は託何による発願で建立されたもの。